# Hornsgatan

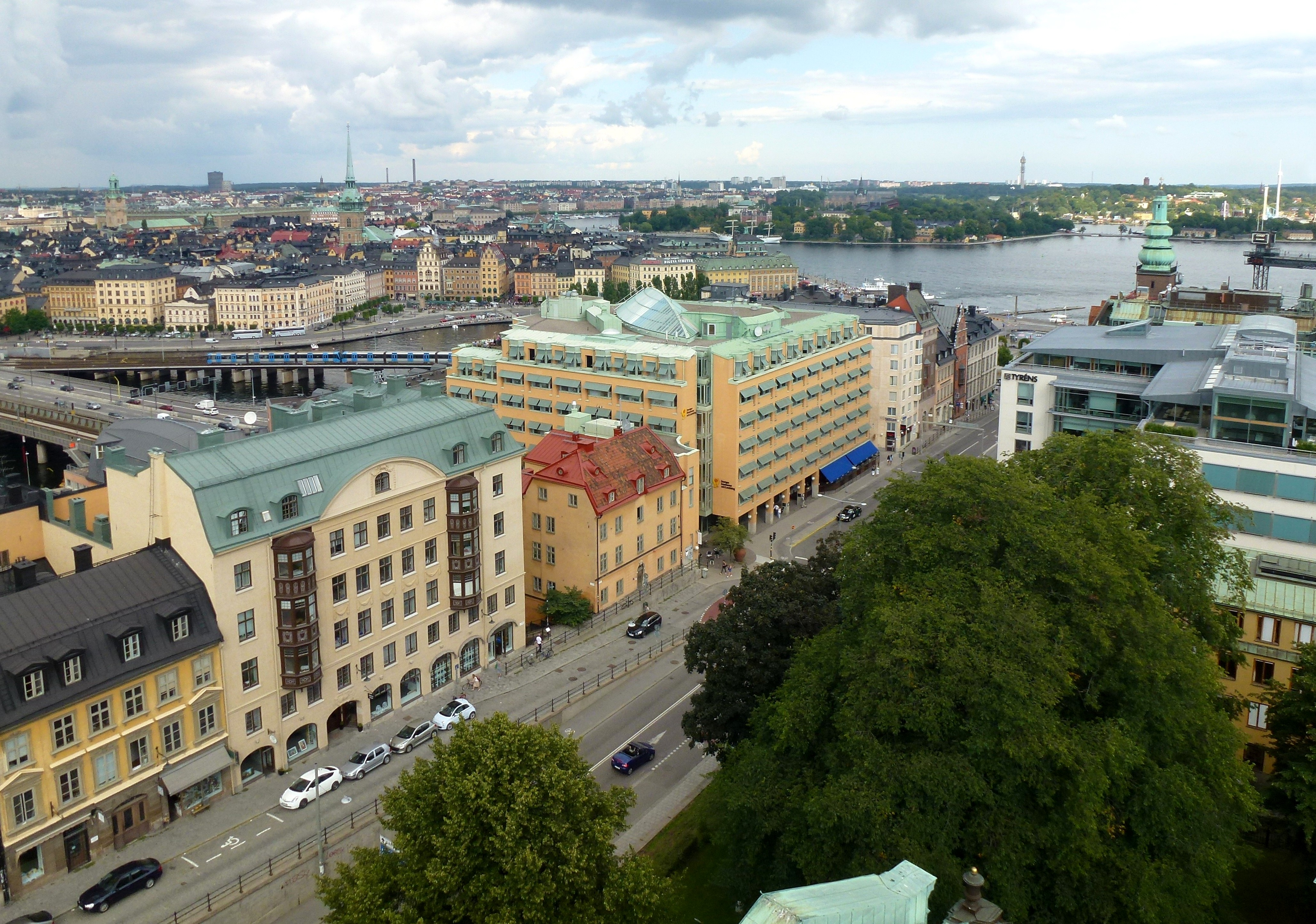
Hornsgatans östra del, sedd från Maria Magdalena kyrkas torn.

Hornsgatan är en av de stora affärs- och genomfartsgatorna på Södermalm i Stockholm. Gatan börjar vid hörnet Södermalmstorg och Götgatan och fortsätter västerut via Hornstull till Hornstulls strand vid Liljeholmsviken.
Gatan är 2 300 meter lång.

## Historik
Förleden Horn är ett gammalt ord med betydelsen "utskjutande terrängparti" som med all säkerhet avsåg Södermalms västra udde som har kallats "horn" sedan medeltiden. Hornsgatan omnämns redan 1642 som Horns gathun. Därefter förekommer namn som Horns Weegen (1675) och Horns tull wägen (1699). Hornsgatans nuvarande raka sträckning anlades på 1640-talet i samband med stadsplaneringen för Södermalm. Då planlades Malmtorgets (nuvarande Södermalmstorg) regelbundna form och härifrån drogs två gatusträckningar i rät vinkel till varandra: Hornsgatan mot väster och Götgatan mot söder. Dessa skulle bli stommen i stadsplanen för Södermalm.
Mellan Södermalmstorg och Mariatorget ligger den så kallade Hornsgatspuckeln, som skapades i början av 1900-talet genom att den södra körbanan sänktes närmare tio meter. Då blev det även möjligt att en elektrisk spårvagn kunde trafikera Hornsgatan. Från början gick vägen endast fram till nuvarande Ansgariegatan där Mullvadsberget låg i vägen. Man fick fortsätta norrut i Hornskroken till Hornstullsgatan (nuvarande Brännkyrkagatan). Berget sprängdes bort 1901 och Hornsgatan går sedan dess ända ner till Liljeholmsviken.

### Historiska bilder

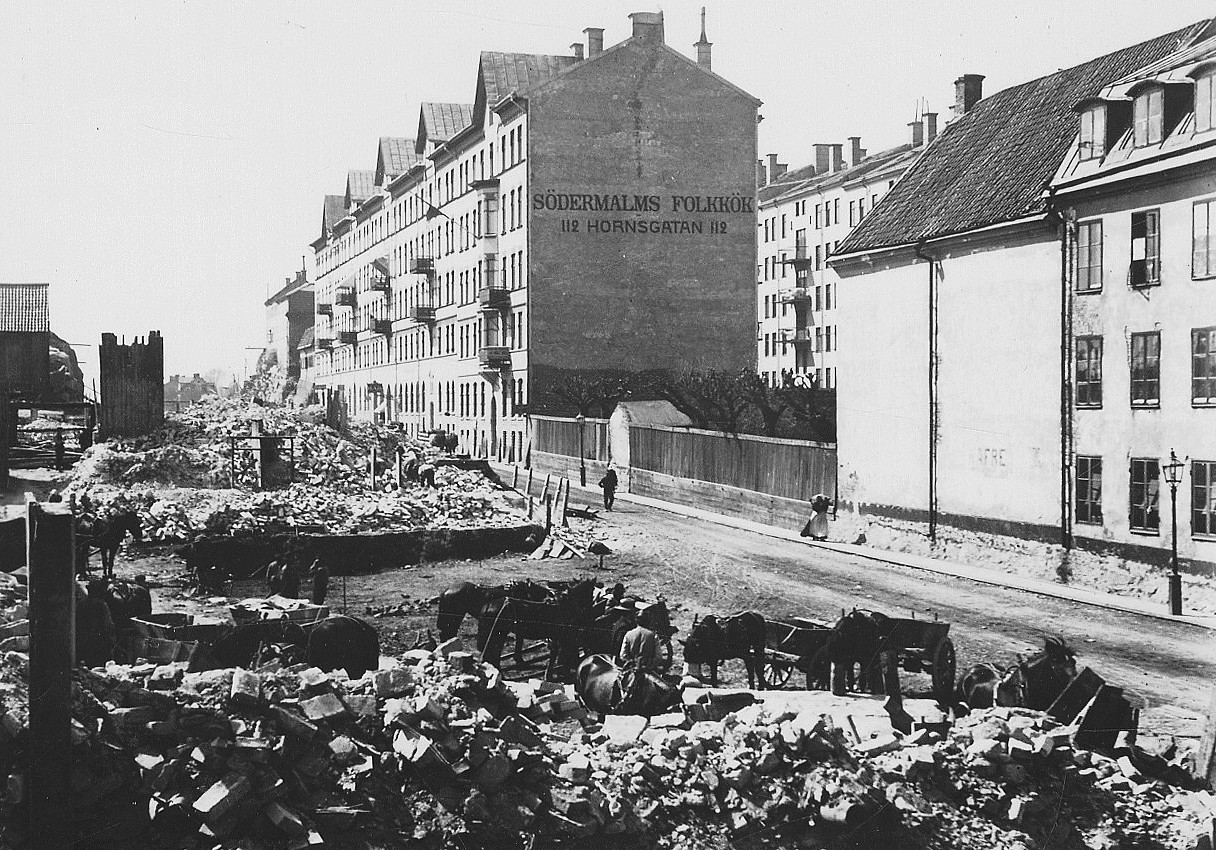
Sänkning av Hornsgatan vid Mullvadsberget, 1900.
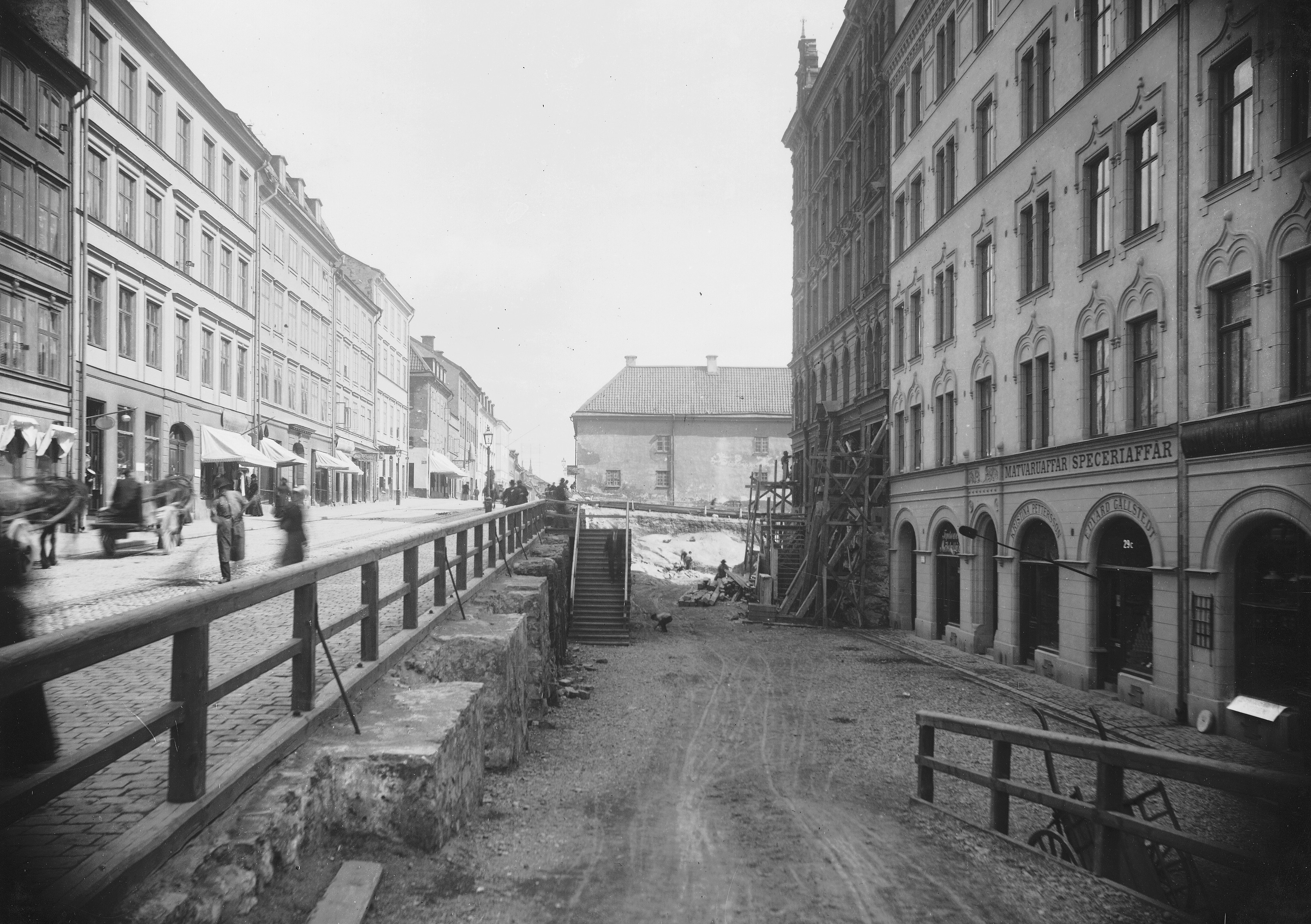
Sänkning av Hornsgatan vid blivande Hornsgatspuckeln, 1901.
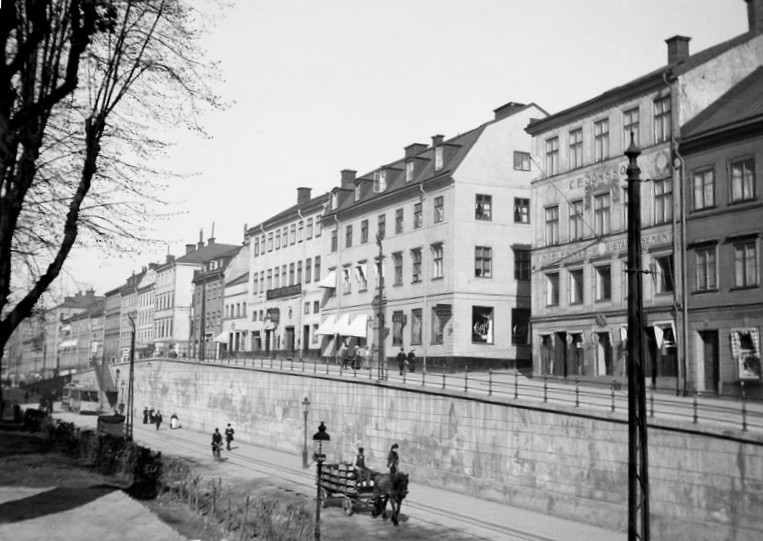
Hornsgatspuckeln och Hornsgatan västerut, 1905.
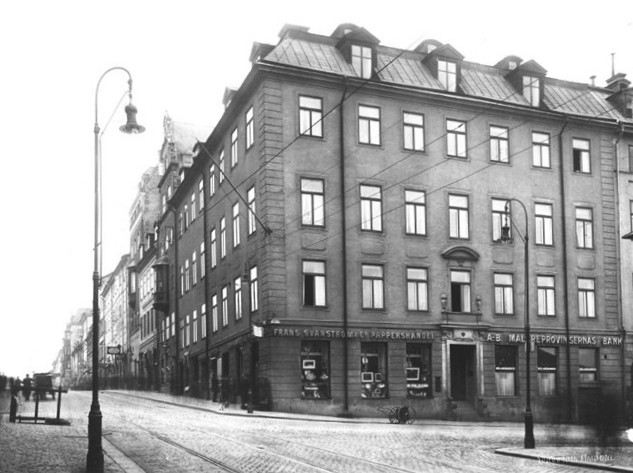
Hans Marschalcks hus och Hornsgatan västerut 1920.
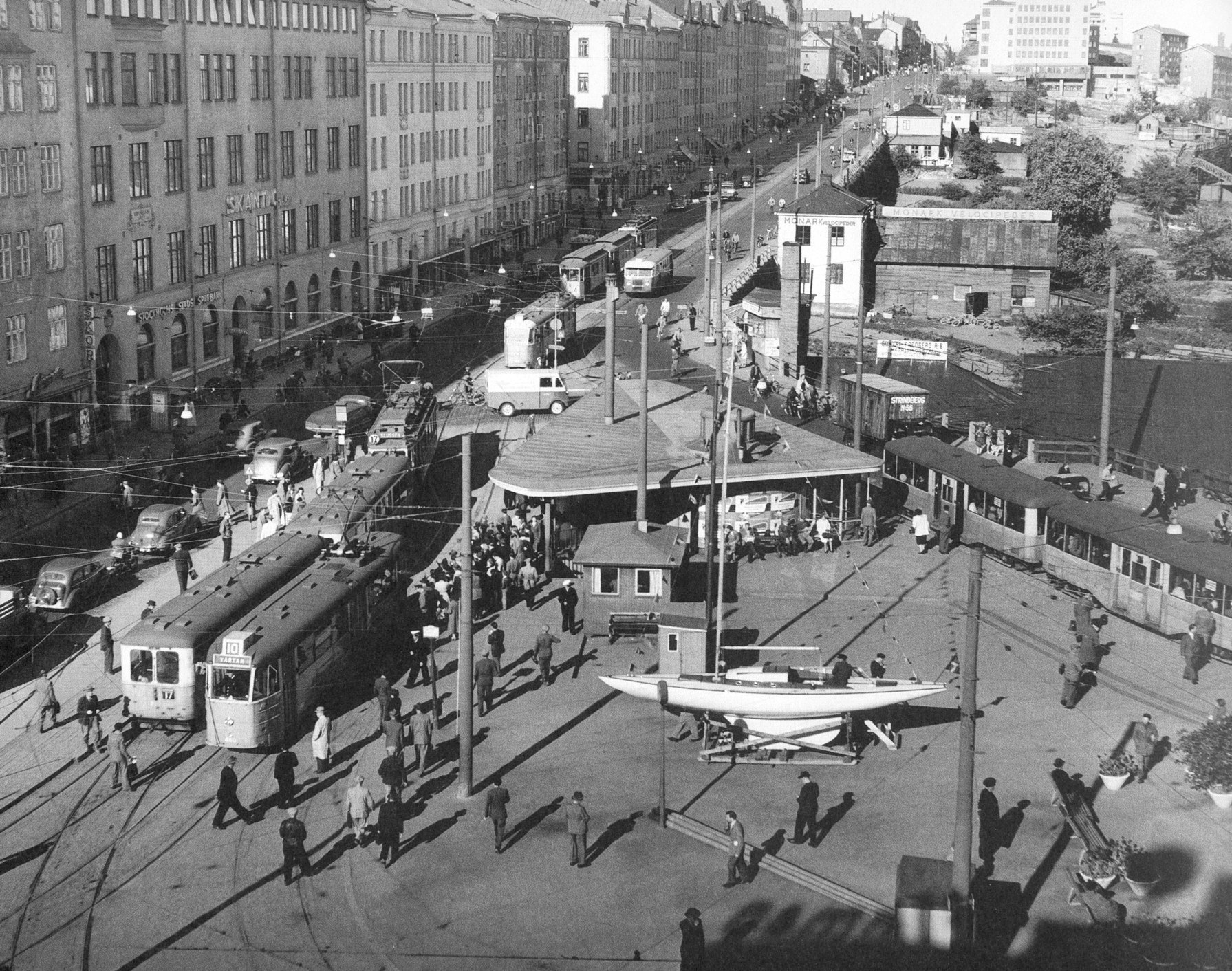
Hornstull och Hornsgatan österut 1950.

## Dagens Hornsgatan
Längs större delen av Hornsgatan står ginkgoträd från och med hösten 2010.
Längs Hornsgatan märks en rad intressanta byggnader och anläggningar. Längst i öster ligger Hans Marschalcks hus från 1640-talet, ett av Södermalms äldsta bevarade profana stenhus. Något längre västerut märks Johan Eberhard Carlbergs hus, som uppfördes på 1730-talet för Stockholms stadsarkitekt Johan Eberhard Carlberg. Mittemot ligger Maria Magdalena kyrka, som började byggas 1588 och stod klar 1625. Vid nuvarande husnummer 29A låg tidigare Stora Daurerska huset, där Bellman föddes. Hornsgatans gröna oas är Mariatorget, ett tidigare namn var Adolf Fredriks torg. Drakenbergsområdet vid Hornsgatans västra del är ett exempel för att miljonprogrammet på 1960- och 1970-talen inte bara omfattade Stockholms förorter.
Tunnelbanans röda linje passerar Hornsgatan vid Rosenlundsgatan på 23 meters djup, mellan stationerna Mariatorget och Zinkensdamm samt vid  Hornstulls strand.mellan Hornstull och Liljeholmen.

### Nutida bilder

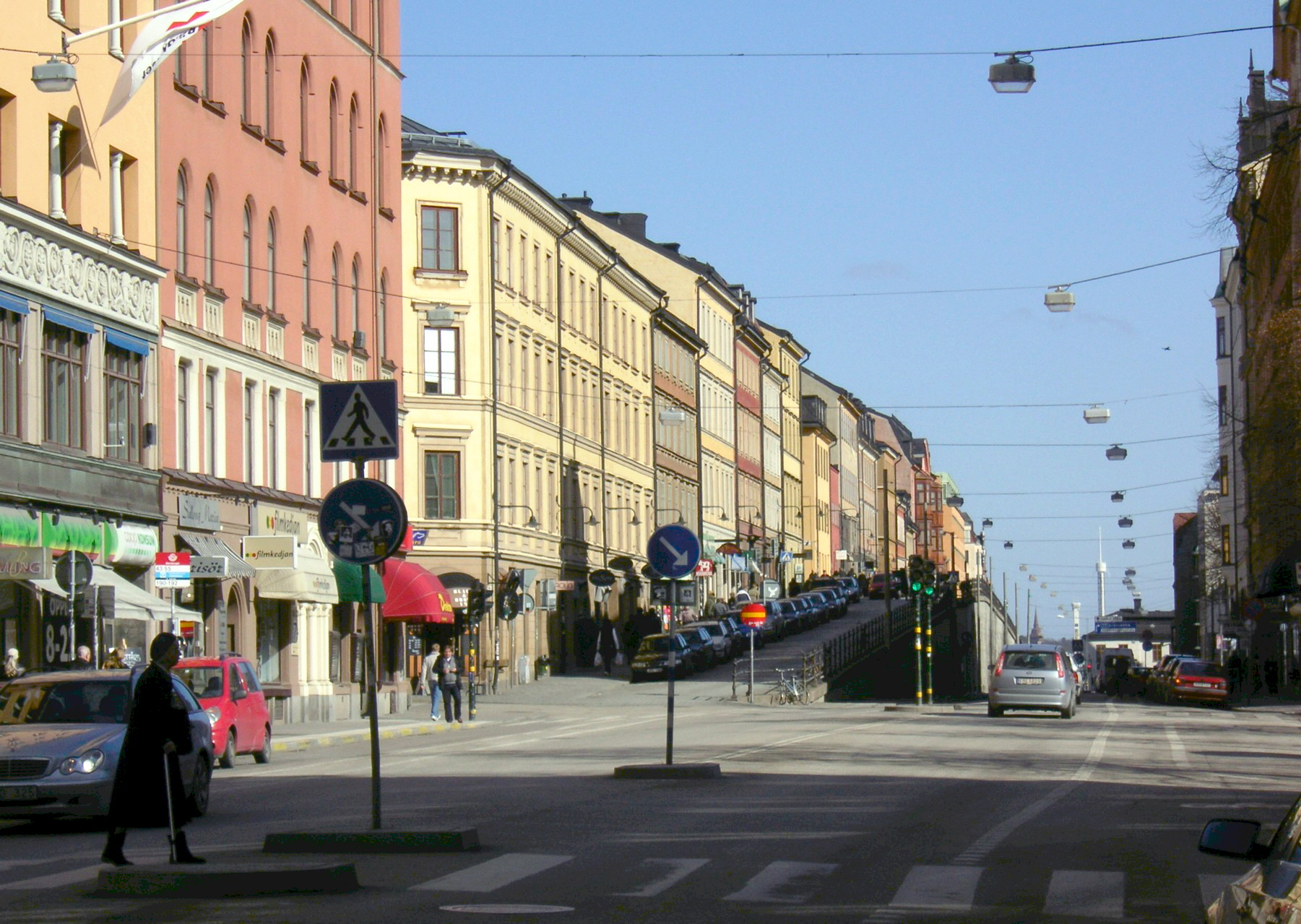
Hornsgatan österut med Hornsgatspuckeln.
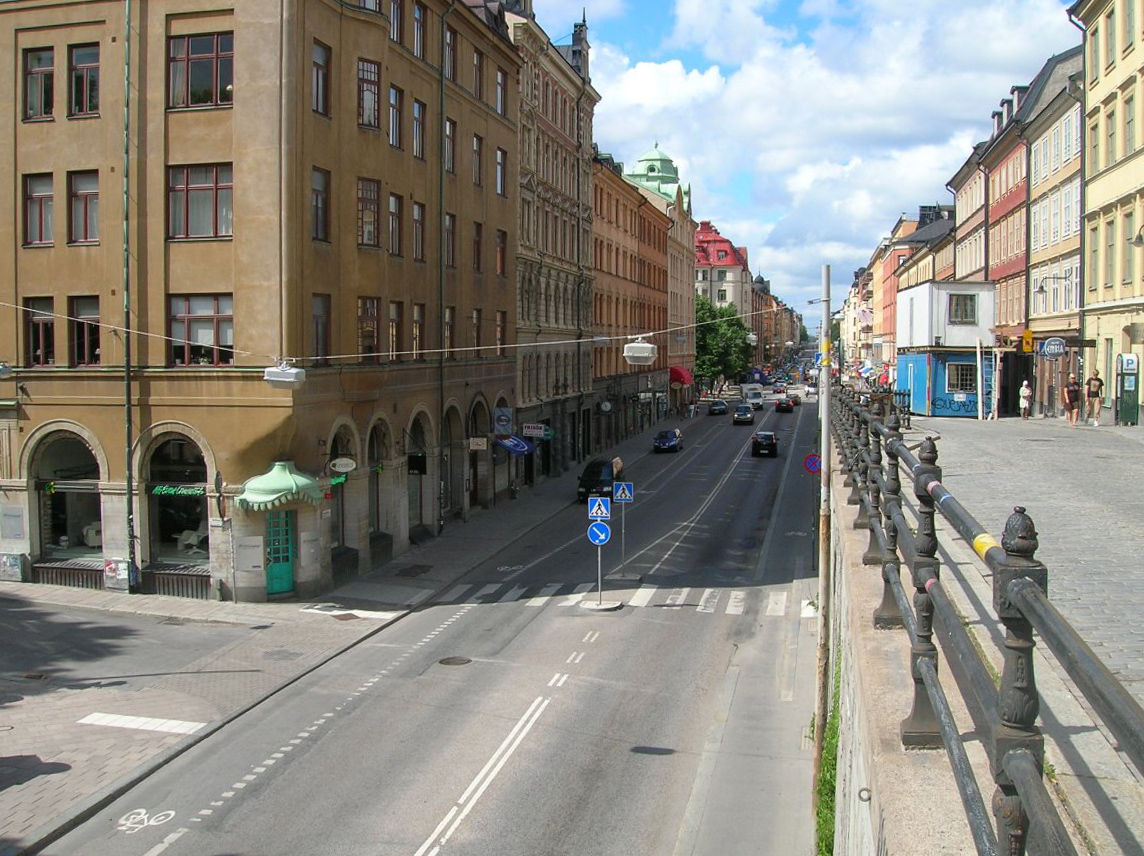
Hornsgatan västerut, från Hornsgatspuckeln.
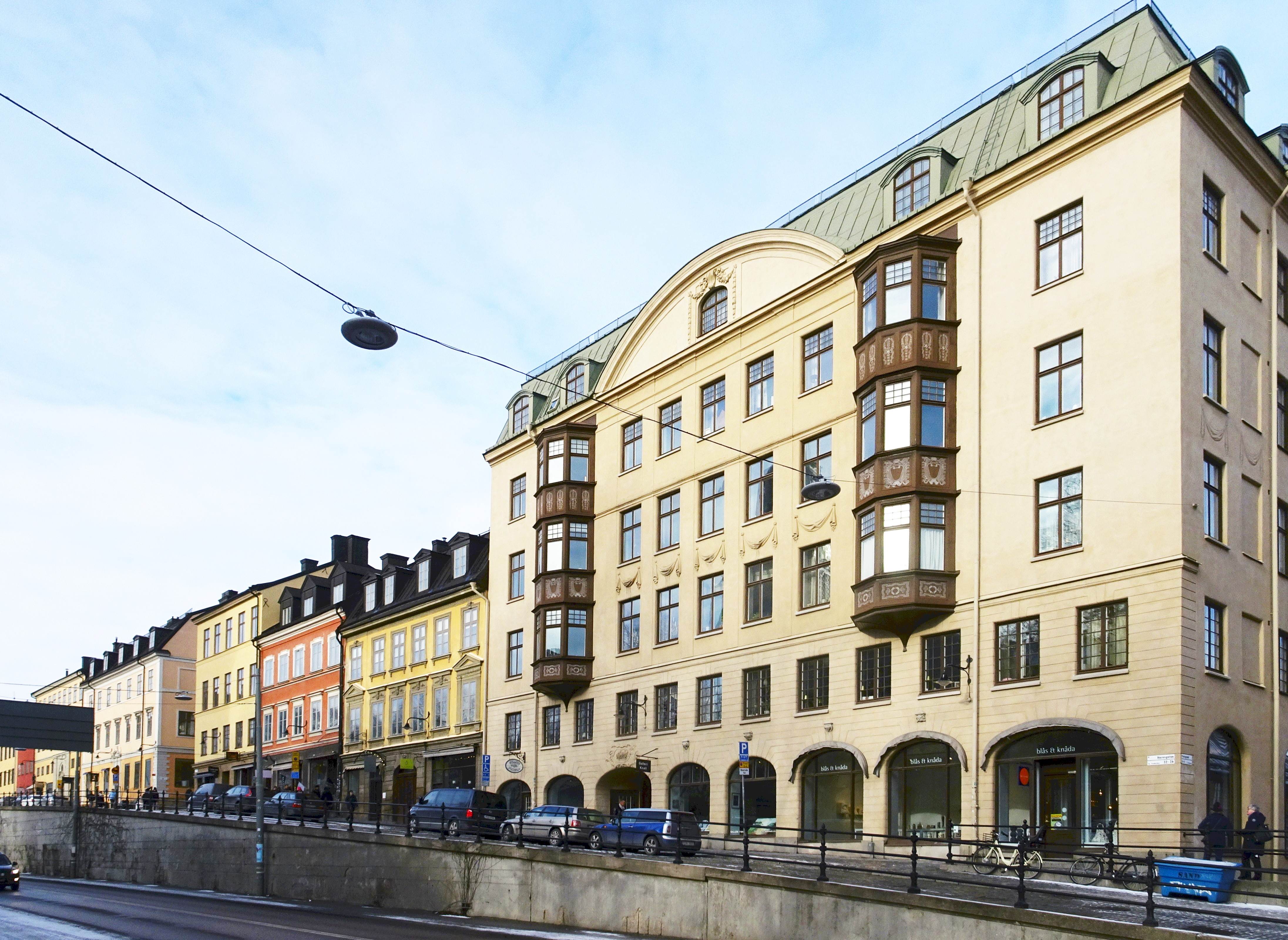
Fastigheten Stenbocken 7.
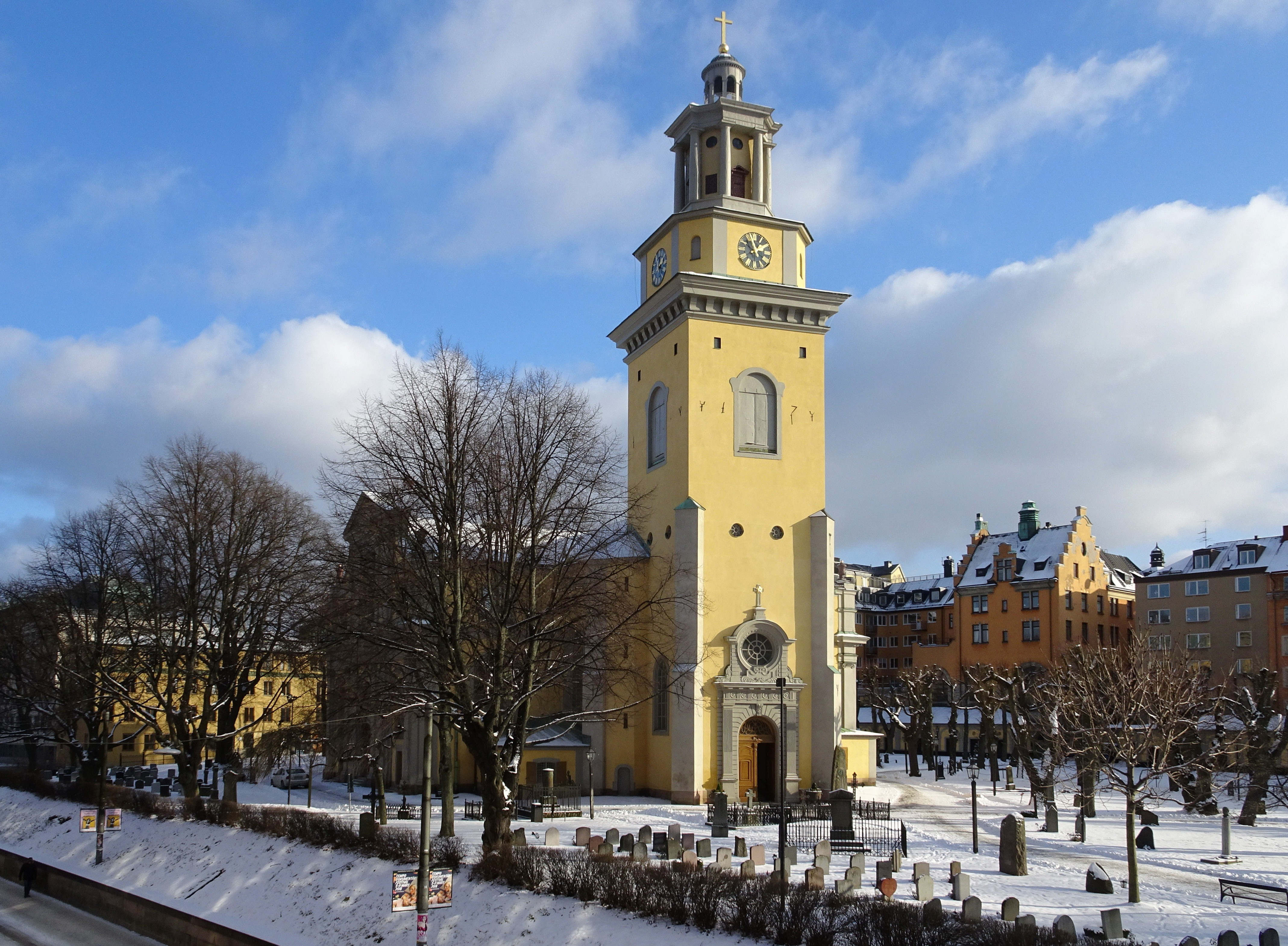
Maria Magdalena kyrka.
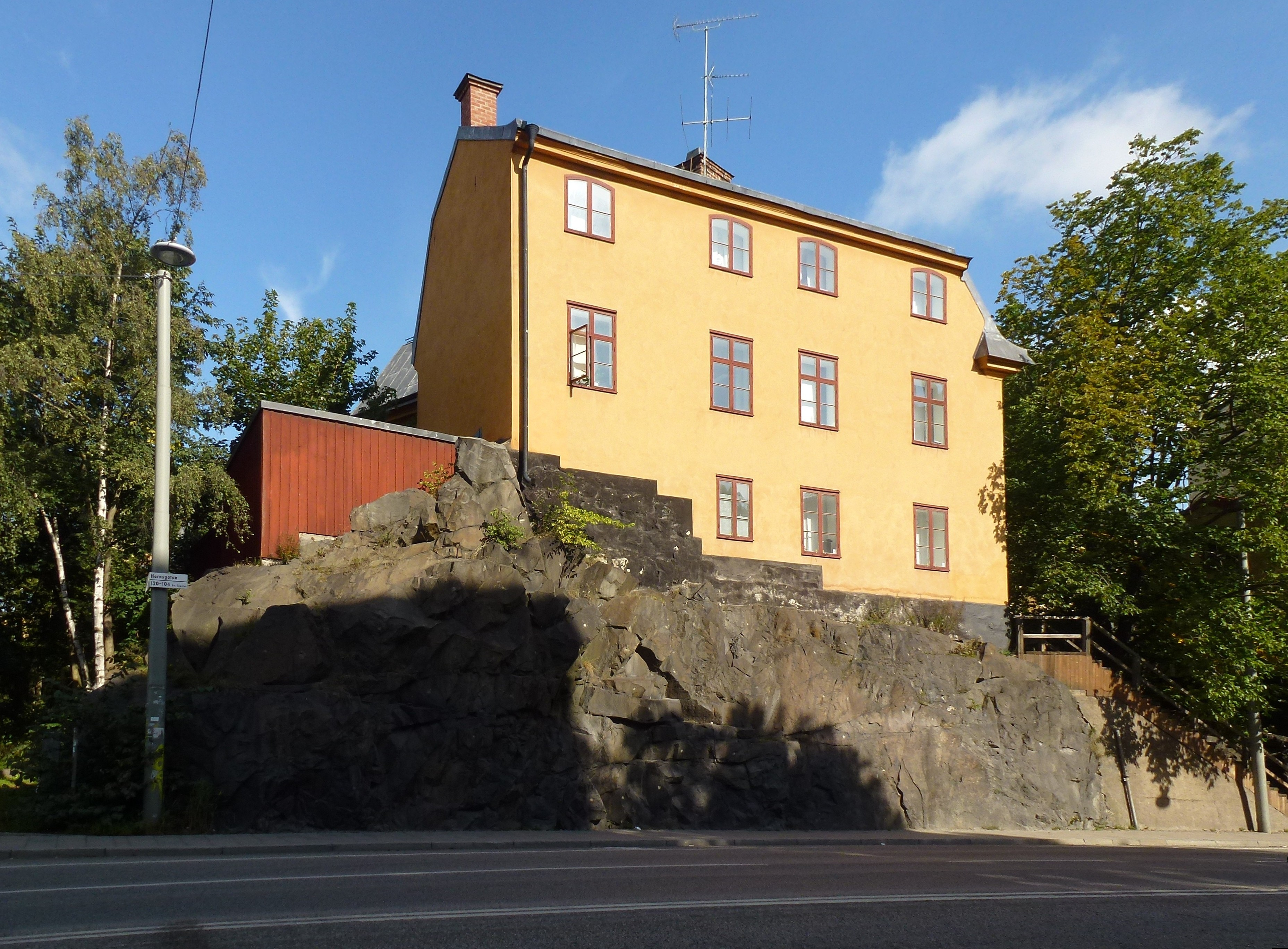
Ansgariebergets skärning vid fastigheten Tapeten 9.

## Luftföroreningar, dubbdäcksförbud och miljözon

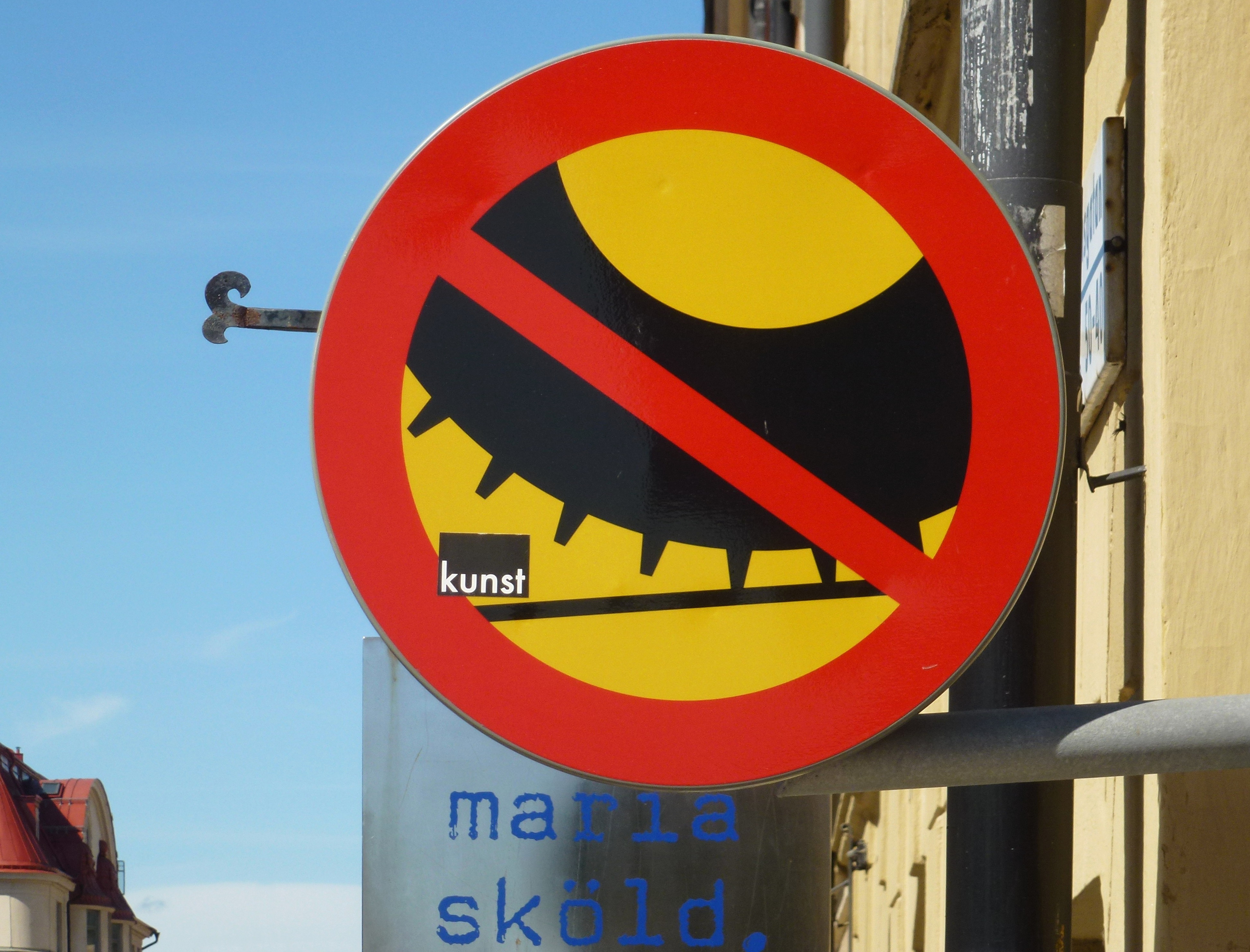
Skylt "dubbdäcksförbud".

Hornsgatan är, tillsammans med Långholmsgatan, en av Stockholms gator som under perioder har särskilt dålig luftkvalitet. Problemen är höga halter av partiklar och kväveoxid. För att minska partikelhalten så att Stockholm klarar luftkvaliteten enligt EU:s direktiv infördes 1 januari 2010 förbud mot dubbdäck på större delen av Hornsgatan. Förbudet gäller Hornsgatan österut mellan Långholmsgatan – Bellmansgatan och västerut från Söderledstunneln till Lignagatan. Förbud mot dubbdäck gäller också sträckan Rosenlundsgatan mellan Krukmakargatan och Hornsgatan och Varvsgatan mellan Hornsgatan och Hornsbruksgatan. Hornsgatan är därmed Sveriges första gata som fått ett sådant förbud.
Undantag:
- Hornsgatan får korsas med dubbdäck.
- Personer med funktionsnedsättning som har bilstöd.
- Personer som innehar RH-tillstånd (handikapptillstånd) och ofta besöker Hornsgatan.
- Taxibolag med färdtjänstavtal.
- Personer som innehar garageplats på Hornsgatan.
- Boende på Varvsgatan mellan Hornsgatan och Hornsbruksgatan och boende på Rosenlundsgatan mellan Krukmakargatan och Hornsgatan.

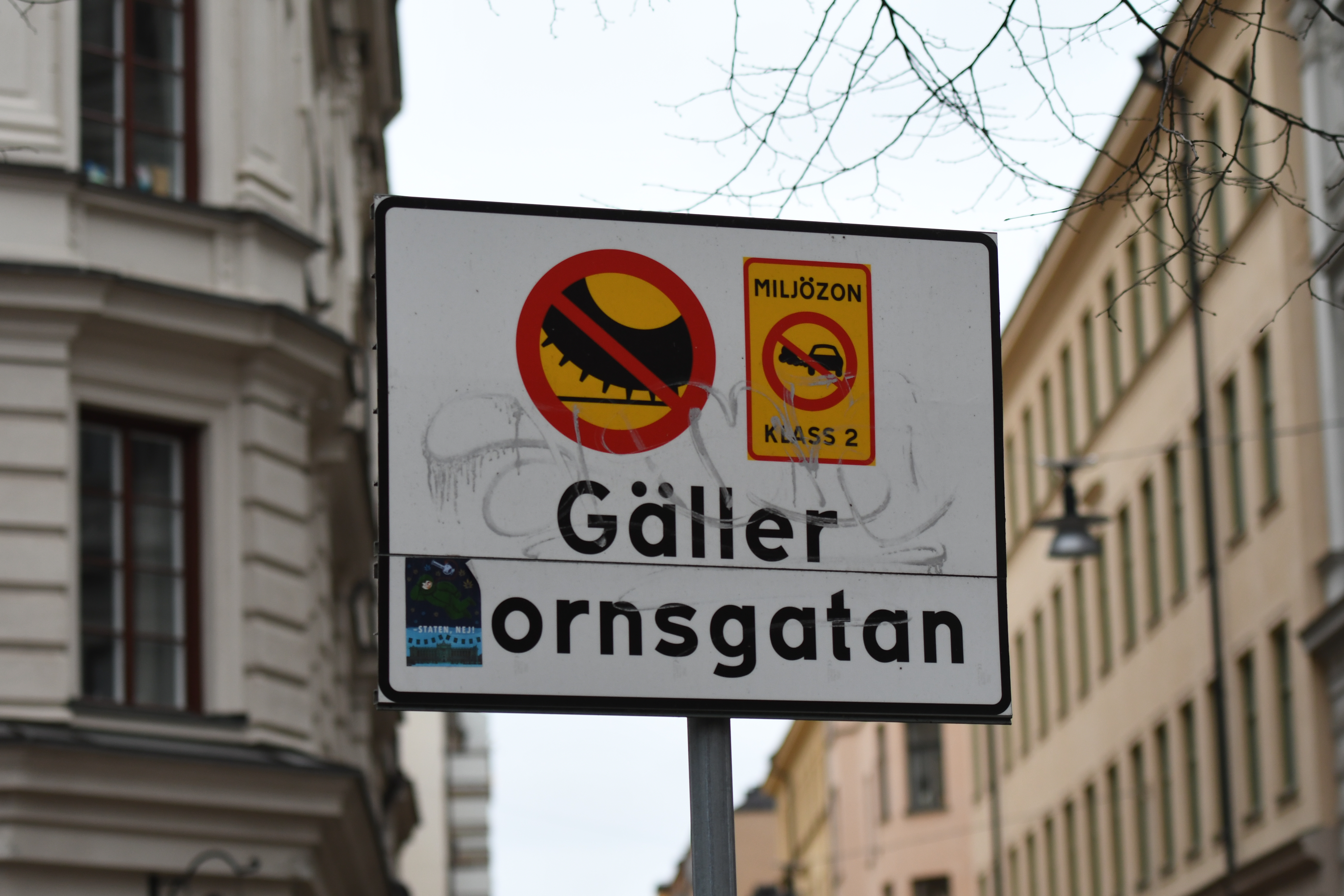
Skyltning vid Mariatorget för trafik mot Hornsgatan.

Sedan januari 2020 räknas Hornsgatan som miljözon 2, vilket innebär att personbilar, lätta lastbilar och lätta bussar ska tillhöra utsläppsklassen Euro 5. Från 1 juli 2022 gäller uppsläppsklass Euro 6.

## Byggnader och platser längs Hornsgatan i urval
Fastighetsbeteckningar anges enligt Stadsbyggnadskontorets detaljplan.
| Bild | Artikelnamn                  | Hornsgatan nr | Typ                          | Kort beskrivning |
| ---- | ---------------------------- | ------------- | ---------------------------- | --- |
|      | Stockholms enskilda bank     | 1–3           | Bank, kontor                 | Byggnaden uppfördes mellan 1913 och 1915 i kvarteret Jupiter större. Byggherre var Stockholms enskilda bank och arkitekt Ivar Tengbom. Byggnaden dominerar hörnet av hörnet mot Götgatan och med sitt höga torn även omgivningens stadsbild. |
|      | Hans Marschalcks hus         | 2–4           | Bostadshus                   | Huset i hörnet Hornsgatan/Södermalmstorg uppfördes på 1640-talet för vinskänken Hans Marschalck. Fastigheten är q-märkt och betraktas som ett av Södermalms äldsta och bäst bevarade profana stenhus från 1600-talet. |
|      | Sparbankernas bank           | 5             | Bank, kontor                 | Kontorsbyggnaden uppfördes under 1962 och 1963 i kvarteret Jupiter större. Beställare var Sparbankernas bank och byggnaden ritades av AOS Arkitekter (Magnus Ahlgren, Torbjörn Olsson och Sven Silow). De valde en fasad helt i koppar och glas med kraftigt accentuerade vertikala band.                                                                                 |
|      | Stockholms enskilda bank     | 1–3           | Bank, kontor                 | Byggnaden uppfördes mellan 1913 och 1915 i kvarteret Jupiter större. Byggherre var Stockholms enskilda bank och arkitekt Ivar Tengbom. Byggnaden dominerar hörnet av hörnet mot Götgatan och med sitt höga torn även omgivningens stadsbild. |
|      | Hornsgatan 6                 | 6             | Bostadshus                   | Byggnaden uppfördes mellan 1760 och 1762 efter ritningar av murmästaren Eric Roos. Fastigheten förvärvades 1930 av Stockholms stad och ägs och förvaltas av AB Stadsholmen. Den bedöms av Stadsmuseet i Stockholm ha "synnerligen höga kulturhistoriska värden". I bottenvåningen ligger Grafiska sällskapets utställningslokaler.                                        |
|      | Saturnus 18                  | 15–17         | Kontor                       | Huset uppfördes för Svenska stadsförbundet åren 1958 till 1962 enligt Artur von Schmalensees ritningar. Byggnaderna placerades indraget från gatan för att inte skymma siktlinjen mellan kyrkan och Slussen. |
|      | Hornsgatan 20                | 18–20         | Kontor                       | Huset uppfördes för Sveriges Kommuner och Regioner åren 1984 till 1989 i Överkikaren 30 efter ritningar av K-konsult arkitekter genom arkitekt Mats Edholm. |
|      | Johan Eberhard Carlbergs hus | 24            | Bostadshus                   | Byggnaden uppfördes på 1730-talet för Stockholms stadsarkitekt Johan Eberhard Carlberg. Fastigheten är q-märkt. |
|      | Stenbocken 7                 | 26            | Bostadshus                   | Byggnaden uppfördes på 1760-talet för handelsmannen Jonas Wikar och fick sitt nuvarande utseende i jugendstil vid en omfattande ombyggnad i början av 1900-talet. Huset renoverades på 1980-talet av Stockholms stad, som även äger fastigheten via sitt bolag AB Stadsholmen.                                                                                            |
|      | Maria Magdalena kyrka        | 21–27         | Kyrka                        | Maria Magdalena kyrka invigdes 1625. Flera arkitekter medverkade vid ut- och ombyggnader av kyrkan, bland dem Nicodemus Tessin d.ä., som ritade 1600-talets tillbyggnader och dennes son, Nicodemus Tessin d.y., som ritade västportalen. Efter en förödande brand år 1759 renoverades kyrkan efter ritningar av Carl Johan Cronstedt.                                    |
|      | Apoteket Enhörningen         | 29 A          | Apotek                       | Byggnaden uppfördes 1905-1906 i Kvarteret Rosendal större efter ritningar av arkitektkontoret Hagström & Ekman. I bottenvåningens hörnlokal låg mellan 1906 och 1976 det anrika Apoteket Enhörningen. |
|      | Mariatorget                  | 31            | Plats, torg, park            | Platsen hette fram till 1959 Adolf Fredriks torg, som började anläggas 1897. Parken mäter 140×80 meter, varav parkdelen är 130×60 meter. I centrum av parken ligger fontänen "Tors fiske" av Anders Wissler, rest 1903. Runt fontänen finns grusgångar, planteringar och gräsmattor.                                                                                      |
|      | Ormen mindre 9               | 50 A–C        | Bostadshus, kontor.          | Bostadshus uppfört 1762. Inrymmer förutom lägenheter även kontor för AB Stadsholmen. |
|      | Ormen större 20              | 54            | Bostadshus, kontor, affärer. | Huvudbyggnaden ritades av arkitekt Hakon Ahlberg och var mellan 1924 och 1937 varuhuset Paul U. Bergström, Södermalm. Idag finns bland annat huvudkontoret för Svenska Röda Korset i huset. |
|      | Folkoperan                   | 72            | Operahus, bostadshus         | Folkoperan huserar sedan 1984 i den ombyggda biografen Ricardo (tidigare Rio och Garbio) som invigdes 1928. Huset ritades av arkitektfirman Höög & Morssing och uppfördes av biografägaren och byggmästaren John A. Bergendahl på platsen för den tidigare Maria saluhall.                                                                                                |
|      | Stockholms Bysättningshäkte  | 82            | Häkte                        | Huset har haft många namn: Stockholms Bysättningshäkte, Bysättningshäktet, Gäldstuguhäktet eller kort Bysis. Bysättningshäktet var Stockholms gäldstuga åren 1782-1872. |
|      | Zinkendammsskolan            | 93            | Skola                        | Byggnaden ritades av Paul Hedqvist i stram funktionalistisk stil och invigdes 1936 som Stockholms stads södra kommunala mellanskola. Senare namn var bland annat Högalids samrealskola (1948 - 1964) och Zinkensdammsskolan (1967 - 1991). Sedan år 2005 finns Globala gymnasiet i byggnaden.                                                                             |
|      | Teleskolan                   | 103           | Skola                        | Telegrafverkets skola restes 1947. Byggnadskomplexet med dess elva våningar höga torndel ritades av arkitekterna Hans Brunnberg och Hans Neumüller vid Byggnadsstyrelsen. Sedan 2012 är huset kontor för STIM. |
|      | Drakenbergsområdet           | 107–123       | Bostadshus                   | De nio huskropparna i kvarteret Drakenberg byggdes i slutet av 1960-talet efter arkitekt Lars Brydes ritningar och utgör, tillsammans med kvarteret Plankan på Hornsgatans norra sida, exempel på att miljonprogrammet på 1960- och 1970-talen inte bara omfattade Stockholms förorter.                                                                                   |
|      | Byggnads AB Manhem           | 108–116       | Bostadshus                   | Det halvt ideella bostadsbolaget Byggnads AB Manhem reste arbetarbostäderna i kvarteret Tapeten år 1896-97. Lägenheterna var för sin tid överlag modernt utrustade, bland annat fanns klosetter i varje. Företagets sociala ambitioner visade sig bland annat genom att bolaget erbjöd sina hyresgäster fri läkarvård, poliklinik, en badinrättning och en samlingslokal. |
|      | Ansgarieberget Tapeten 9     | 118–120       | Berg                         | Ansgarieberget (även känt under namnet Mullvadsberget) spärrade Hornsgatans fortsättning mot väst under hundratals år. Berget började sprängas bort 1891 och Hornsgatan kunde förlängas år 1901 rakt fram ända till Hornstull och Liljeholmsbron. Bergets kontur syns fortfarande och några äldre byggnader i fastigheten Tapeten 9 ovanpå.                               |
|      | Hornsgatan 132               | 132           | Bostadshus                   | Hornsgatan 132 är ett byggnadskomplex med bostäder för sjuksköterskor, vilket ritades 1955-1956 av arkitekt Lennart Tham. I bottenvåningen finns butiker. Tham ritade även övriga byggnader kvarteret Mullvadsberget utmed Hornsgatan, och även där var allmännyttiga Stockholmshem byggherre, vilka även har sitt huvudkontor på nr. 128                                 |
|      | Kvarteret Plankan            | 134-140       | Bostadshus                   | Bebyggelsen i kvarteret Plankan uppfördes 1964-68 för det kommunala bostadsbolaget Hyreshus i Stockholm AB på platsen för ett tidigare småskaligt industriområde. Arkitekt var Lars Bryde. |
|      | Biograf Flamman              | 145           | Biograf                      | Flamman var en biograf i hörnet Hornsgatan 145 / Långholmsgatan 38. Den var den första biografen i Stockholm i internationell stil, och räknas till genombrottsverken inom svensk modernism. Biografen gestaltades av arkitekten Uno Åhrén och invigdes i februari 1930 och stängde i januari 1963.                                                                       |
|      | Hornsgatan 158               | 158           | Bostadshus                   | Huset uppfördes under åren 1903-1904 efter ritningar av arkitekt Olof Jonson. 1995 utvärderades byggnaden av Stockholms stadsmuseum som då klassade byggnaden som Gul, vilket betyder att det är en Fastighet med bebyggelse av positiv betydelse för stadsbilden och/eller av visst kulturhistoriskt värde.                                                              |

## Intressanta kvarter
I alfabetisk ordning.
- Kvarteret Mullvaden Första
- Kvarteret Ormen mindre
- Kvarteret Plankan
- Kvarteret Rosendal
- Kvarteret Stenbocken
- Kvarteret Svalgången
- Kvarteret Överkikaren